# Ахматовский сельсовет (Пензенская область)
Ахматовский сельсовет — муниципальное образование со статусом сельского поселения в Никольском районе Пензенской области Российской Федерации.
Административный центр — село Ахматовка.

## История
Статус и границы сельского поселения установлены Законом Пензенской области от 2 ноября 2004 года № 690-ЗПО «О границах муниципальных образований Пензенской области».
22 декабря 2010 года в соответствии с Законом Пензенской области № 1992-ЗПО в состав сельсовета включена территория упраздненного Староселенского сельсоветов.

## Население
| 2002 | 2010 | 2012 | 2013 | 2014 | 2015 | 2016 |
| ---- | ---- | ---- | ---- | ---- | ---- | ---- |
| 789  | ↘618 | ↗822 | ↘785 | ↘756 | ↘740 | ↘735 |
| 2017 | 2018 | 2021 |      |      |      |      |
| ↘708 | ↘678 | ↘634 |      |      |      |      |

## Состав сельского поселения
| № | Населённый пункт | Тип населённого пункта       | Население |
| - | ---------------- | ---------------------------- | --------- |
| 1 | Ахматовка        | село, административный центр | ↘199      |
| 2 | Коржевка         | село                         | ↘5        |
| 3 | Корневой         | посёлок                      | 2         |
| 4 | Новая Селя       | село                         | ↘90       |
| 5 | Серман           | село                         | ↘419      |
| 6 | Старая Селя      | село                         | ↘158      |